# Богатырёв, Андрей Борисович
Андрей Борисович Богатырёв (род. 1 августа 1968 года) — специалист в области комплексного анализа, вычислительной математики, математической физики, геометрии, доктор физико-математических наук, профессор РАН, лауреат премии имени С. В. Ковалевской (2009).

## Биография
Родился 1 августа 1968 года.
Учился в физико-математической школе-интернате № 45 при Ленинградском государственном университете, в 1991 году окончил Московский физико-технический институт.
В 1996 году окончил там же аспирантуру, тема диссертации: «Спектральные свойства операторов Пуанкаре — Стеклова».
В 2003 году окончил докторантуру в Институте вычислительной математики РАН, тема диссертации: «Экстремальные многочлены и римановы поверхности».
Также преподает на кафедре математического моделирования физических процессов в МФТИ (факультет проблем физики и энергетики) и на кафедре вычислительных технологий и моделирования в МГУ (факультет вычислительной математики и кибернетики).

### Общественная деятельность
Рецензент ряда журналов: журнал «Вычислительная математика и математическая физика», Comp. Methods and Function Theory, Trans. of American Math. Soc., Математический сборник, Мат. заметки, J. of Physics A, J. of Approx. Theory, Известия РАН.
Обозреватель Mathematical Reviews Американского Математического Общества, член Американского математического общества.
Член редколлегии журнала Математический Сборник.
Соруководитель и ученый секретарь семинара «Вычислительные и информационные технологии в математике» ИВМ РАН.

## Награды
- Лауреат Австрийской правительственной стипендии «Bewerber ueber aller Welt» (2000)
- Стипендиат Президента РФ (2001—2003)
- Лауреат премии фонда академика В. Е. Соколова в области математики за 2000 год
- Лауреат гранта Фонда поддержки отечественной науки (2001—2003)
- Победитель конкурса «Лучшие ученые РАН — доктора наук» за 2004—2005 годы
- Премия имени С. В. Ковалевской (2009) — за цикл работ «Экстремальные многочлены и римановы поверхности»